# Уметбаево (Стерлибашевский район)
Уметба́ево (баш. Өмөтбай) — деревня в Стерлибашевском районе Башкортостана, входит в состав Сарайсинского сельсовета.

## Население
| 2002 | 2009 | 2010 |
| ---- | ---- | ---- |
| 104  | ↗121 | ↘113 |

Согласно переписи 2002 года, преобладающая национальность — Башкиры (97 %).

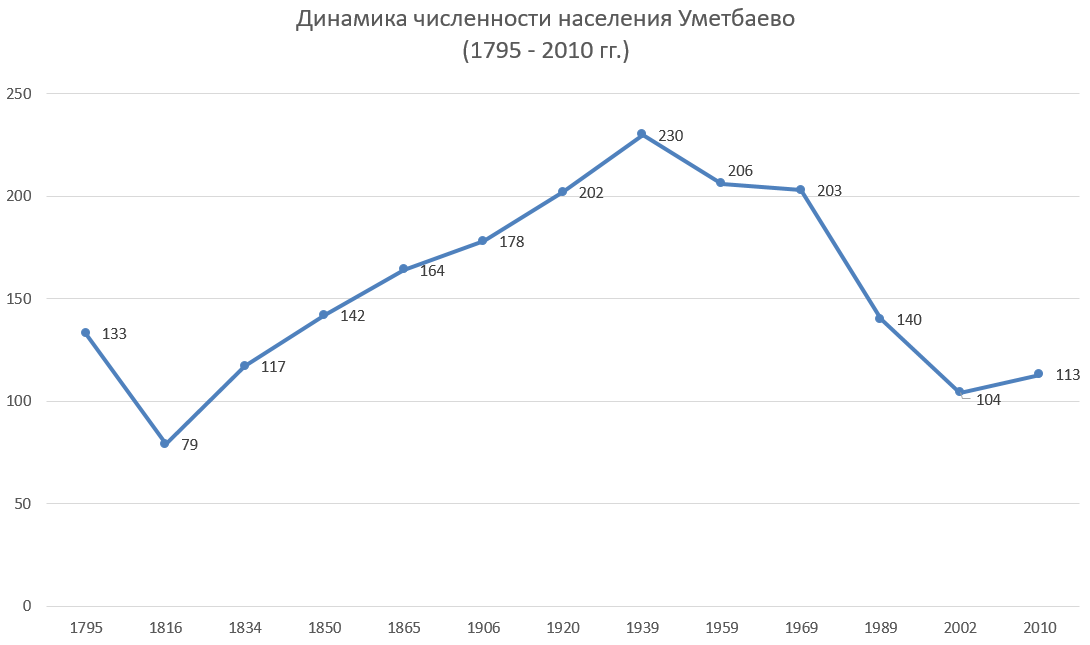

## История

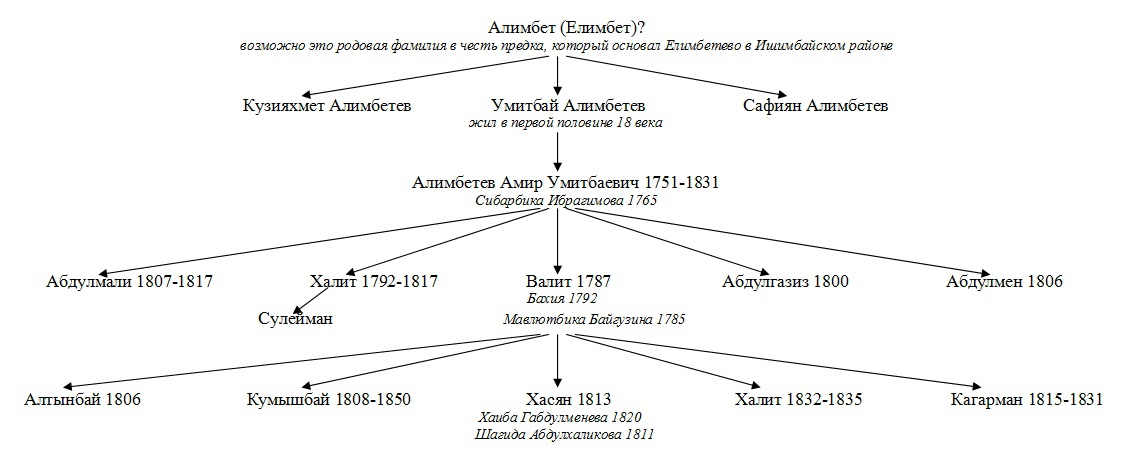
Родословная деревни Уметбаево

Основана во 2-й пол. XVIII в. башкирами Юрматынской вол. Ногайской дороги на собств. землях.
Азнаевой тюбе Юрматынской волости подчинялась д. Уметбаево, имевшая к началу XIX в. 16 дворов и 133 человека. В деревне жил сын Уметбая — 1751 года рождения Амир (его сын Валит, дети Валита Алтынбай, Кумушбай, Хасан, Кагарман). На карте Уфимского наместничества 1786 г. эта деревня не показана. Значит, она возникла между 1786 и 1795 гг. К VII ревизии 1816 г. количество дворов сократилось до 5, численность населения — до 79. Это можно объяснить уплотнением состава семей, а также выделением части населения для основания новой д. Яхино. Здесь жил сын основателя деревни юртовой сотник 1784 года рождения Абдрахман Яхин. 
В дальнейшем обе эти деревни учитывались ревизиями как одна Уметбаево (Яхино). В 1920 г. д. Уметбаево имела и третье название — Калмак. Там жили вместе и башкиры, и русские (200 человек в 42 дворах). 
В 1842 г. на 199 человек (в д. Яхино — 82, д. Уметбаево — 117) было засеяно озимого хлеба — 176, ярового — 614 пудов. В д. Уметбаево имели лошадей — 260, крупного рогатого скота — 180, овец — 152, в д. Яхино лошадей — 200, крупного рогатого скота — 102, овец — 36 голов. Жители держали 159 ульев. 
В 1865 в 33 дворах проживало 164 человека. Занимались скотоводством, земледелием. В 1906 была водяная мельница.

## Ветераны Отечественной войны 1812 года
Ветераны Отечественной войны 1812 года, учтенные в 1836—1839 гг., получившие медали «За взятие Парижа 19 марта 1814 года» и «В память войны 1812 года»:
- Байсары Кульгильдин;
- Каскын Халитов;
- Шамсутдин Гумеров[5].

## Географическое положение
Расстояние до:
- районного центра (Стерлибашево): 39 км,
- центра сельсовета (Елимбетово): 2 км,
- ближайшей ж/д станции (Стерлитамак): 36 км.

## Известные уроженцы
- Хасанов, Сафа Хузянович (16 июня 1916 — 26 сентября 1973) — командир минометного взвода, гвардии младший лейтенант, Герой Советского Союза (1944)[7][8].